# Грандвил (Мичиген)
Грандвил (Мичиген) (енгл. Grandville) град је у америчкој савезној држави Мичиген. По попису становништва из 2010. у њему је живело 15.378 становника.

## Демографија
Према попису становништва из 2010. у граду је живело 15.378 становника, што је 885 (5,4%) становника мање него 2000. године.
| Група             | 2000.          | 2010.          |
| Белци             | 15.113 (92,9%) | 13.581 (88,3%) |
| Афроамериканци    | 227 (1,4%)     | 332 (2,2%)     |
| Азијати           | 189 (1,2%)     | 223 (1,5%)     |
| Хиспаноамериканци | 501 (3,1%)     | 960 (6,2%)     |
| Укупно            | 16.263         | 15.378         |